# Commission des dépêches

La Commission des dépêches fut constituée le 8 avril 1793.
Assimilée et tenant rang de comité, elle était chargée de recevoir le courrier de l'Assemblée et de le répartir ensuite entre les services destinataires.